# Wilson Sons
A Wilson Sons é uma operadora integrada de serviços portuários, marítimos e de logística do Brasil, atuante no segmento de comércio marítimo nacional e internacional. Foi fundada em 1837 pelo inglês Edward Pellew Wilson na cidade de Salvador, Bahia.
Reconhecida pela sua ampla experiência de mais de 187 anos, a Wilson Sons é umas das mais respeitas operadoras de serviços marítimos, portuários e logísticos do Brasil. Fundada em 1837 pelos irmãos Pellew Wilson, na cidade de Salvador, Bahia, a companhia desempenha um papel essencial no comércio marítimo nacional e internacional, contribuindo para a integração logística e o desenvolvimento econômico do país.
Atualmente, a Wilson Sons oferece uma ampla gama de serviços que incluem operações portuárias, rebocagem, apoio offshore, agenciamento marítimo, construção e manutenção de embarcações e logística. A empresa opera dois importantes terminais de contêineres: o Tecon Rio Grande, no Rio Grande do Sul, e o Tecon Salvador, na Bahia. A maior frota de rebocadores do Brasil, com mais de 80 embarcações, também faz parte de seu portfólio, junto ao  estaleiro no Guarujá, São Paulo, especializado na manutenção e construção de embarcações. Outro destaque são suas bases de apoio offshore e o centro logístico alfandegado em Santo André, São Paulo. A companhia se diferencia pela constante busca por inovação, apoiando startups que desenvolvem soluções tecnológicas para o setor marítimo e pela dedicação a práticas sustentáveis.
Sob a liderança do CEO Fernando Salek, a Wilson Sons continua a crescer, mantendo um compromisso sólido com segurança, excelência e eficiência  operacional, inovação e responsabilidade socioambiental.
Desde sua fundação, em 1837, a Wilson Sons tem desempenhado um papel central no desenvolvimento econômico do Brasil. Criada durante um período de grande transformação global, com a Revolução Industrial moldando economias ao redor do mundo, a companhia nasceu para atender à crescente demanda por serviços de transporte marítimo e logística em um Brasil em processo de urbanização e expansão econômica. Sua trajetória está marcada por resiliência, inovação e um espírito empreendedor que a permitiram se adaptar a um cenário em constante mudança ao longo de quase dois séculos.
A história da Wilson Sons teve início em 1837, em Salvador (BA), com dois jovens escoceses, os irmãos Edward e Fleetwood Pellew Wilson. O sucesso da iniciativa logo atraiu novos investidores, como David Cooper Scott, Edmund Sykes Hett, Alfred Edevin Yarrow e Joseph Lane, e os negócios foram expandidos para o Rio de Janeiro e Pernambuco.
No Rio de Janeiro, então capital do Brasil, a marca adquiriu contornos da estrutura societária da companhia e foi inicialmente conhecida como Scott Hett, Hett Wilson e E. P. Wilson & C.
Em Pernambuco não foi diferente. A marca passou por quatro estágios, tendo sido conhecida naquela província como Scott Wilson & C., Wilson & Hett, Wilson Rowe & C. e Wilson Brothers & C. até se consolidar como Wilson Sons & C. Limited, em 1878.
Por meio de parcerias estratégicas, o empreendimento gestado em solo baiano pouco a pouco ganhou o Brasil e o mundo, se estabelecendo também em Londres, Liverpool e Montevidéu.
Em 25 de novembro de 1867, a companhia inaugurou o Dique do Comércio, na Ilha de Mocanguê, em Niterói. Com 300 pés de comprimento e 60 pés de largura, o Dique do Comércio foi reconhecido como o único dique seco disponível, em todo o Atlântico Sul, para o atendimento a navios mercantes e estrangeiros.
A cerimônia de inauguração reuniu grande número de pessoas e contou com a presença do Imperador D. Pedro II, da Imperatriz Teresa Cristina, da Princesa Isabel e do Conde D’Eu, que foram acompanhados por uma comitiva composta por ministros e outras autoridades, o que demonstra a relevância da iniciativa e o prestígio da companhia no âmbito nacional.
O dique entrou em operação no mesmo dia da sua inauguração. Concluída a solenidade, teve início à manutenção do Vapor Jaguaribe, consolidando a presença da companhia no setor de reparos navais.
Além de operar o Dique do Comércio, a companhia também se dedicava ao comércio de mercadorias em geral, como trading company, e ao comércio de carvão. Naquele contexto, o carvão era um combustível estratégico para a segurança e economia  nacional. A companhia garantiu o abastecimento de carvão de Estradas de Ferro, impulsionando o fluxo de comércio exterior, e o abastecimento de navios e de arsenais da Marinha, contribuindo para a preservação da soberania nacional. Em 1865, o Ministério da Marinha firmou contrato com a Hett Wilson & C., a fim de que não houvesse escassez de carvão durante a resolução das tensões na Bacia Platina.
A companhia também abasteceu de carvão navios a vapor de importantes companhias de navegação, como a Pacific Steam Navigation Company, a United States and Brazil Mail Steamship Company e a Hamburg and South American Line.
Em 1º de janeiro de 1878, os negócios desenvolvidos na Bahia, Rio de Janeiro e Pernambuco passaram a operar sob uma única marca: a Wilson Sons & C. Limited. A unificação de marcas refletia a consolidação da identidade da organização.
Em um contexto marcado pela expansão das locomotivas e da navegação a vapor, a companhia possuía depósitos de carvão no Rio de Janeiro, São Paulo, Salvador e no exterior.
Em 1907, se deu a fusão da Ocean Coal com a Wilson Sons & C. Limited, duas gigantes do mercado global de produção e comércio de carvão, que juntas formaram a Ocean Coal and Wilsons Limited. Era o princípio de um importante capítulo da história da Wilson Sons, a Era Davies, que foi marcada pela rearticulação da companhia frente a um novo cenário político: a República.
As duas empresas já cultivavam uma longa e sólida relação comercial. Fundada na década de 1860 pelo Sr. David Davies, a Ocean Coal era detentora de oito minas de carvão, contava com 10 mil colaboradores e produzia, anualmente, cerca de 2,5  milhões de toneladas de carvão, na data da fusão. Com o controle majoritário das ações da nova empresa, David Davies, neto do fundador, assumiu a presidência da Ocean Coal and Wilsons Limited. A união dos negócios contribuiu para fortalecer e projetar a presença da Wilson Sons no Brasil Republicano e no mercado global.
A Wilson Sons também se destacou no setor ferroviário, pela  construção de importantes ferrovias, como a Estrada de Ferro Recife-Limoeiro, em Pernambuco, e a Conde d’Eu Railway, na Paraíba. Essas obras foram fundamentais para a integração de mercados regionais e para a redução de custos logísticos, conectando o interior às áreas portuárias e impulsionando o comércio local.
Outro marco significativo desse período foi o desenvolvimento dos serviços de rebocagem e de agenciamento marítimo. Em 1881, o Rebocador Emperor foi autorizado a operar em Pernambuco e o Rebocador Victoria passou a integrar a frota da Wilson Sons, que pouco a pouco era ampliada.
No segmento de agenciamento marítimo, a Wilson Sons realizou a histórica operação de agenciamento do Kasato Maru, navio que trouxe os primeiros imigrantes japoneses ao Brasil. Esse episódio marcou a entrada da Wilson Sons em um capítulo importante da história da imigração no país, simbolizando a sua capacidade de conectar o Brasil a mercados e culturas globais.

## Expansão da frota de rebocadores (1914–1957)
O século XX foi marcado pela expansão e modernização da frota de rebocadores. Em 1911, a companhia ampliou a frota de rebocadores e de outras embarcações por meio da união dos negócios com a Rio de Janeiro Lighterage Company Limited. A Wilson Sons também abriu novas filiais e lançou a sua primeira logomarca, composta por um “W” ou pelo termo “Wilson” inserido no interior de um losango.
Em novembro de 1921, recebeu Ernest Shackleton, explorador britânico mundialmente conhecido por suas expedições à Antártida. A companhia realizou reparos nos motores, mastro e no casco da embarcação. Em livro publicado em 1923, o comandante Frank Wild relatou que a empresa trabalhou de forma rápida e eficiente.  A Wilson Sons também doou 100 toneladas de carvão para a continuidade da expedição. A docagem do Quest evidenciou a expertise da Wilson Sons e sua reputação internacional como fornecedora de serviços de alta qualidade.
Com a nacionalização das minas de carvão no Sul de Gales, em 1947, a Wilson Sons consolidou a sua vocação para o mar nos anos seguintes.
A década de 1950 marcou o início de uma nova fase para a Wilson Sons, com a aquisição da empresa pelo banqueiro inglês Walter Salomon. Reconhecendo o potencial da companhia, Salomon liderou uma reestruturação que se concentrou em rebocagem, navegação e serviços marítimos.
Entre os projetos emblemáticos desse período está a rebocagem das balsas que transportaram as estruturas metálicas do vão central da Ponte Rio-Niterói. Outro marco foi a aquisição do Estaleiro Guarujá, em 1973, que ampliou significativamente a capacidade da empresa de construir e manter embarcações.
Na década de 1970, a Wilson Sons começou a atuar no setor de logística offshore, fornecendo suporte à crescente indústria de petróleo e gás, marcando sua entrada em um mercado que se tornaria vital nas décadas seguintes.

## Vocação para o mar e expansão estratégica (1981–2006)
Em 1981, pela primeira vez na história, a logomarca da Wilson Sons foi associada às ondas do mar. O módulo representava a companhia, que se multiplica por meio  dos seus negócios. A nova marca transmitia uma imagem sólida de uma empresa em expansão, que congregava tradição e dinamismo.
No ano seguinte, a Wilson Sons recebeu em seu estaleiro o navio Professor W. Besnard. A embarcação do Instituto Oceanográfico da USP passou por uma ampla revisão e, em 20 de dezembro de 1982, seguiu para a primeira expedição científica brasileira na Antártida. Após o sucesso da viagem, a companhia recebeu agradecimentos do Instituto Oceanográfico da USP pela efetiva assistência operacional prestada ao navio.
Com o avanço das privatizações no setor portuário durante os anos 1990, a Wilson Sons expandiu suas operações. Em 1997, assumiu a gestão do Tecon Rio Grande, o primeiro terminal portuário privatizado do Brasil, e, em 1999, do Tecon Salvador. Esses terminais desempenharam um papel estratégico no aumento da eficiência logística e no fortalecimento do comércio exterior brasileiro.
A década de 2000 também foi marcada por investimentos em novas áreas de negócios, como a criação da Brasco Logística Offshore, especializada no suporte às indústrias de óleo e gás. Além disso, a unificação de suas operações em 2004 e a abertura de capital na Bovespa, em 2007, consolidaram a governança corporativa, a inovação e a sustentabilidade necessária para sua expansão contínua.
Na primeira década do século XXI, a Wilson Sons intensificou seu foco em inovação e sustentabilidade. A empresa tornou-se signatária do Pacto Global da ONU, em 2009, comprometendo-se com práticas de responsabilidade social, redução de emissões de carbono e governança ética. Nesse período, a Wilson Sons também iniciou investimentos estratégicos em startups, apoiando o desenvolvimento de tecnologias voltadas para o setor marítimo.
Nos últimos anos, a Wilson Sons tem liderado a transformação digital no setor marítimo, investindo em parcerias estratégicas e no desenvolvimento de tecnologias avançadas. A criação do hub de inovação Cubo Maritime & Port é um exemplo do compromisso da empresa em promover soluções inovadoras para a logística portuária e marítima.
A ampliação do Tecon Salvador, concluída ,em 2020, permitiu a operação simultânea de dois navios super-post-Panamax, fortalecendo a posição do terminal como um dos mais modernos do Brasil.
Durante a pandemia de Covid-19, a empresa manteve a continuidade das cadeias de suprimentos, demonstrando resiliência e compromisso com a sociedade.
Com quase dois séculos de história, a Wilson Sons é um exemplo de resiliência, inovação e liderança. Desde suas origens como uma trading de carvão até se tornar Reconhecida pela sua ampla experiência de mais de 187 anos, a empresa tem desempenhado um papel vital na construção de uma infraestrutura logística moderna e sustentável.